# Карлос Карбонелл Ґіл
Карлос Карбонелл Ґіл (нар. 12 травня 1995, Валенсія, Іспанія) — іспанський футболіст, півзахисник футбольної команди «Валенсія» з однойменного міста.

## Життєпис
Народився 12 травня 1995 року в місті Валенсія, Іспанія. У 2002 році у віці семи років приєднався до юнацької команди «ФК Валенсія». До 2014 року перебував у розташуванні юнацької команди. У липні 2014-го долучився до резервної команди. Свою першу гру за резерви провів 24 серпня у виїзному матчі проти «ФК Мальорка Б» (1-2 на користь господарів поля). Свій перший ґол забив 25 січня 2015. Через день після цього, Нуну Санту, головний напутник «Валенсії» викликав його до головної команди.
20 березня 2015-о року вперше вийшов на поле у грі в рамках Ла Ліґи проти «ФК Ельче» (4-0 на користь команди Тропі). Тоді він замінив на полі Дані Парехо.